# オランダの室内 (エーリンハの絵画)
『オランダの室内』（オランダのしつない、露: комната в голландском доме、英: Room in a Dutch House）は、17世紀オランダ絵画黄金時代の画家ピーテル・ヤンセンス・エーリンハが1660年代後半から1670年代初期にキャンバス上に油彩で制作した絵画である。1912年にA.G. シュチェルバトフ (A.G. Shcherbatov) 氏から寄贈されて以来、サンクトペテルブルクのエルミタージュ美術館に所蔵されている。

## 作品
ピーテル・デ・ホーホの弟子であったエーリンハは師に従い、精緻な遠近法と構図の探求を行った。画家は、本作でデ・ホーホの作品のように鑑賞者を室内に招き入れているようである。同時代のほかのヨーロッパの絵画には、こうした描写は見られない。何よりもここには物語的逸話がない。
エーリンハの最上の作品はデ・ホーホの作品と混同しやすいが、エーリンハの構図はより簡素で、輪郭線がはっきりしており、影は鋭い。彼はまた、得意ではなかった人物の顔を描くことを避けた。しかし、彼の作品はデルフトの画家に典型的な静けさを持っている。

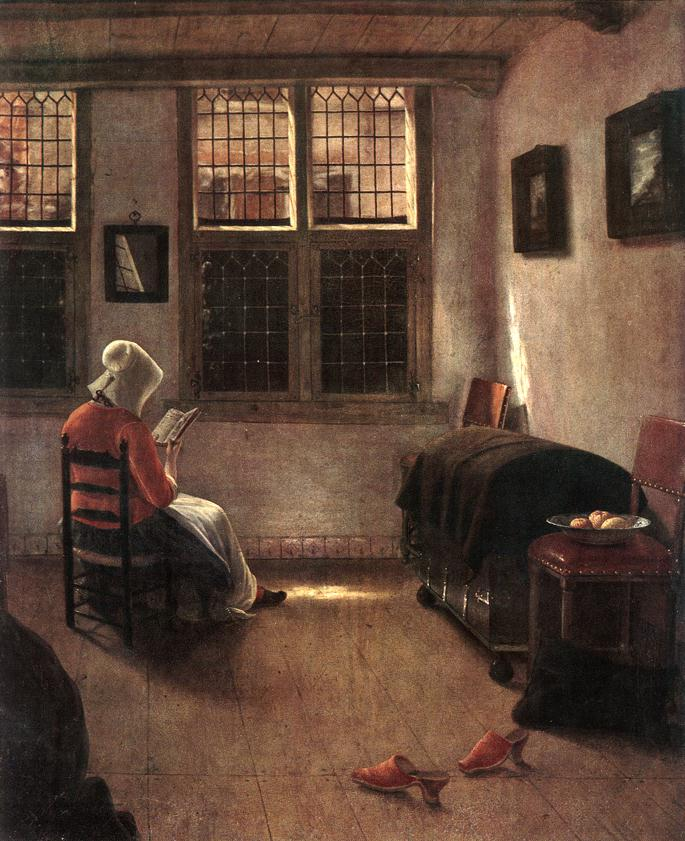
エーリンハ『読書する女』 (1665-1670年ごろ)、アルテ・ピナコテーク、ミュンヘン

画面では、鑑賞者に背を向けた召使が床を掃いている。後ろ姿の人物は、エーリンハが好んだものである。後ろ姿というのは状況によっては一種の孤独感を感じさせるが、エーリンハの場合は偶然的効果の方を強く感じさせる。画面の女性の顔が見えないというもどかしさは、彼女の前の鏡にその顔が映っていることで巧妙に解消されている。
光に照らされた部屋は一種の舞台となっており、その奥行きは鏡に映る女性の顔や、隣の部屋へと鑑賞者の視線を導く右端のドアによって強調される。空間の奥行き感は繰り返し強調されている。窓の外には公園の木々が見える。室内は風景画で飾られている (オランダでは、絵画が一部の特権的収集家の専有物でなく、一般市民の生活に浸透していたことを証だてる)。壁には直接、鏡が掛けられている。右端の隣室には暖炉の周囲と奥が見える。光と静けさの感覚、および構図の工夫の点で、エーリンハは同時代の画家ヨハネス・フェルメールと比較できる。
本作の最大の魅力は、窓から射し込む朝の光が織りなす微妙な明暗の交錯にある。壁に見える光の反映は椅子の影とともに模様をなし、床のタイルの幾何学的模様に添えられている。